# Mélykút
Mélykút è un comune dell'Ungheria di 5 775 abitanti (dati 2005). È situato nella contea di Bács-Kiskun.